# حضض شيلي
حُضَض شيلي أو عُرْقُد شِيلِي جنبة من الحضض تعلو نحو مترين. ساقها وفروعها منتصبة مبعثرة الشوك القليل. أوراقها ملوقية زباء النصل. أزهارها صفر من الخارج بيض من الداخل. ثمارها كالحمص ذهبية اللون. إزهراها تستمر طول الصيف.